# Oak Creek (Wisconsin)
Oak Creek is een plaats (city) in de Amerikaanse staat Wisconsin, en valt bestuurlijk gezien onder Milwaukee County. In 2012 werd de plaats even wereldnieuws toen een schutter er 6 personen doodde in en bij een sikh-tempel.

## Demografie
Bij de volkstelling in 2000 werd het aantal inwoners vastgesteld op 28.456. In 2006 is het aantal inwoners door het United States Census Bureau geschat op 32.341, een stijging van 3885 (13,7%).

## Geografie
Volgens het United States Census Bureau beslaat de plaats een oppervlakte van 74,1 km², geheel bestaande uit land.

## Plaatsen in de nabije omgeving
De onderstaande figuur toont nabijgelegen plaatsen in een straal van 12 km rond Oak Creek.